# My Guitar (singolo)
My Guitar è un singolo del gruppo musicale statunitense The Mothers of Invention, pubblicato nel 1969.

## Descrizione
La canzone fu successivamente inclusa nell'album del 1970 Weasels Ripped My Flesh, album contenente varie registrazioni della band del periodo 1967-1969. My Guitar Wants to Kill Your Mama fu anche pubblicata su singolo dalla Bizarre e dalla Reprise con il titolo abbreviato in My Guitar. Nonostante la sua struttura hard rock abbastanza convenzionale, My Guitar non riuscì comunque ad entrare in classifica.
La versione su singolo venne registrata nel giugno 1969 e differisce dalla versione presente in Weasels Ripped My Flesh. La versione sull'album infatti è più lunga di circa mezzo minuto. Un breve estratto della versione del singolo è stato incluso nella raccolta You Can't Do That on Stage Anymore, Vol. 5.
L'ironico testo del brano è costituito dai versi rancorosi di un innamorato respinto dai genitori della ragazza che ama, che lo reputano un rifiuto della società assimilabile alla spazzatura in un vicolo.
The Central Scrutinizer, la traccia parlata che apre il disco Joe's Garage di Zappa, è una versione riveduta e corretta di My Guitar Wants to Kill Your Mama. La progressione degli accordi dei due brani è infatti identica.
Nonostante il testo sia completamente differente, e la musica non abbia praticamente nulla in comune con essa, il titolo del brano è un ironico riferimento a quello della celebre canzone While My Guitar Gently Weeps di George Harrison.

## Tracce
1. My Guitar (Frank Zappa) - 3:07
2. Dog Breathe (Frank Zappa) -

## Cover
- Una versione "a cappella" della title track è stata eseguita da The Persuasions e pubblicata nell'album tributo a Frank Zappa Frankly A Capella: The Persuasions Sing Zappa del 2000.
- La canzone è stata reinterpretata anche dai G3 (Joe Satriani, Steve Vai, e Eric Johnson) durante il G3 Tour del 1996.